# Super Formula Lights
Super Formula Lights je druga klasa jednosjeda automobilizma u Japanu nakon Super Formule. Korijeni Super Formula Lights prvenstva sežu u 1979. kada se prvenstvo zvalo Japanska Formula 3. Pod tim imenom prvenstvo se održavalo do 2019., kada je zbog novih pravila Međunarodne automobilističke federacije, riječ Formula 3 trebala biti izbačena iz imena natjecanja. Kao posljedica toga, prvenstvo je preimenovano u Super Formula Lights.

## Prvaci
| Sezona | Vozač         | Momčad | Šasija       | Motor              |
| ------ | ------------- | ------ | ------------ | ------------------ |
| 2020.  | Ritomo Miyata | TOM'S  | Dallara 320  | Toyota TOM's TAZ31 |
| 2021.  | Teppei Natori | TOM'S  | Dallara F320 | Spiess A41         |

## Vanjske poveznice
- Super Formula Lights